# Franciscus van Ostaden
Adrianus Johannes Franciscus Xaverius van Ostaden (Tilburg, 13 februari 1896 – 's-Hertogenbosch, 19 oktober 1961) was een Nederlandse schrijver van kinderboeken, schoolmeester en frater. Hij staat vooral bekend vanwege zijn verhalen over Puk en Muk, die hij schreef onder het pseudoniem Frans Fransen. Andere pseudoniemen die hij veel gebruikte waren E.Fiks, Klaas Jansen en Frans Langemans (afgeleid van zijn bijnaam d'n lange Frans). In totaal gebruikte Van Ostaden 22 verschillende pseudoniemen.

## Leven
Van Ostaden groeide als jongste op in een gezin met zeven kinderen. Tijdens zijn jeugd verhuisde het gezin naar Goirle. Van Ostaden ging naar de kweekschool van Fraters van Tilburg. Hier behaalde hij in 1915 zijn hulpakte en ging hij werken op een lagere school in Tilburg.
In 1913 trad Van Ostaden in het noviciaat van de Congregatie van de Fraters van Onze Lieve Vrouw Moeder van Barmhartigheid van Tilburg en hij nam de religieuze naam Frater Franciscus Xaverius aan. Een jaar later werd hij geprofest.
In 1925 verschenen Van Ostadens eerste kinderverhalen, in het tijdschrift De Engelbewaarder, dat uitgegeven werd door de drukkerij van zijn eigen congregatie, drukkerij R.-K. Jongensweeshuis van de Fraters van Tilburg. Bij deze uitgeverij (later uitgeverij Zwijsen) werd al het werk van Van Ostaden uitgegeven. In 1925 verscheen in De Engelbewaarder het eerste verhaal van Puk en Muk, onder het pseudoniem Frans Fransen. Het verhaal over twee kabouters uit het land van Klaas Vaak slaat aan en al snel verschijnen er meer verhalen. In 1927 verschijnt dan ook het eerste Puk en Muk-boekje. In totaal verschijnen er 16 boeken over Puk en Muk, waarvan het grootste deel daarvan in samenwerking is ontstaan met de Oostenrijkse illustrator Carl Storch. Naast verhalen over Puk en Muk schreef Van Ostaden ook andere kinderboeken en -verhalen, onder steeds wisselende pseudoniemen en voornamelijk bedoeld voor (kinderen op het) lager onderwijs. Ook werkte hij mee aan taal- en leesmethoden voor het lager onderwijs.
Na zijn werk in Tilburg ging hij in 1932 werken op een BLO-school in 's-Hertogenbosch. Over het werken met moeilijk lerende kinderen op die school gaf Van Ostaden verschillende lezingen. Hij trok in bij het klooster Papenhulst, in 's-Hertogenbosch, en bleef hier tot aan zijn dood wonen.
- Nederlandse Thesaurus van Auteursnamen: 071153551
- Virtual International Authority File: 289069819